# Augustin Boué de Lapeyrère
Augustin Emmanuel Hubert Gaston Marie Boué de Lapeyrère (Castéra-Lectourois, 18 de janeiro de 1852 – Pau, 17 de fevereiro de 1924) foi um oficial naval francês que serviu de Ministro da Marinha 1909 a 1911.

## Biografia
Augustin Boué de Lapeyrère nasceu em Castéra-Lectourois no dia 18 de janeiro de 1852. Foi adotado por seu tio, o vice-almirante Augustin Dupouy, depois da morte de seu pai e entrou na Escola Naval em 1869. Tornou-se aspirante primeira classe em 1872, servindo primeiro no ironclad Armide e depois no aviso D'Estrée, indo neste último para o Extremo Oriente. Participou de operações no rio Vermelho na região da Indochina como segundo em comando da canhoneira Aspic. Foi promovido a alferes em setembro de 1875 e em seguida serviu em diferentes navios no Oceano Atlântico de 1876 até 1878.
Ele entrou na Escola de Defesa Subaquática de Rochefort em 1879 e depois serviu no aviso Boursaint. Foi promovido a tenente em agosto de 1881 e no ano seguinte voltou para o Extremo Oriente para lutar na Guerra Sino-Francesa como segundo em comando do torpedeiro Volta. Participou de ações no estuário do rio Vermelho, especialmente da Batalha de Fuzhou em agosto de 1884. Depois foi nomeado comandante do Vipère e participou de combates em Formosa, destacando-se em 1885 na Campanha de Pescadores, o que lhe valeu grandes elogios do almirante Amédée Courbet.
Lapeyrère voltou para casa depois do conflito, sendo promovido a capitão de fragata em 1889 e no ano seguinte comandando o cruzador protegido Cosmao. Depois foi segundo em comando dos ironclads Richelieu e Formidable. Foi promovido a capitão em junho de 1896 e comandou o ironclad Hoche, o cruzador La Clochetterie e o couraçado Brennus. Foi promovido a contra-almirante em 1902 e vice-almirante em 1908, mesmo ano que foi nomeado prefeito marítimo de Brest.
Ele foi nomeado Ministro da Marinha em 1909 no gabinete do primeiro-ministro Aristide Briand. A Marinha Nacional Francesa na época estava em crise, tendo perdido sua posição de segunda maior do mundo e sofrendo de falta de orçamento. Lapeyrère tomou medidas energéticas para recuperar as perdas, reestruturando o Departamento da Marinha, dando apoio para a Academia Superior Naval e rejuvenescendo oficiais em posições importantes. Ele também promoveu a modernização da frota, conseguindo o financiamento para os primeiros dreadnoughts da Classe Courbet. Ele deixou o cargo em 1911.
Depois de deixar o ministério se tornou o comandante das forças navais francesas no Mar Mediterrâneo, elevando a grau de treinamento da frota diante da possibilidade de um conflito contra a Marinha Austro-Húngara e Marinha Real Italiana. A Primeira Guerra Mundial começou em julho de 1914 e Lapeyrère supervisionou o transporte de tropas francesas vindas da Argélia. Depois disso levou suas forças para o Mar Adriático, afundando o cruzador protegido austro-húngaro SMS Zenta na Batalha de Antivari. Depois disso estabeleceu a Barragem de Otranto com o objetivo de prender as forças austro-húngaras no Adriático.
Apesar da barragem ter sido eficaz em prender os navios de superfície da Marinha Austro-Húngara no Adriático, submarinos conseguiam furá-la com facilidade. O cruzador blindado Léon Gambetta foi afundado em abril de 1915 pelo submarino austro-húngaro SM U-5 e Lapeyrère foi responsabilizado pessoalmente pela perda. Ele renunciou de seu cargo em outubro de 1915 e se aposentou da marinha em março de 1916. Concorreu à senador em janeiro de 1920, mas foi derrotado e se aposentou também da vida pública. Foi condecorado com a Ordem Nacional da Legião de Honra em abril de 1921, morrendo em Pau no dia 17 de fevereiro de 1924 aos 72 anos de idade.